# Soan papdi
Soan papdi (también conocido como patisa, san papri, sohan papdi o shonpapdi) es un postre indio popular. Por lo general, tiene forma de cubo o se sirve en hojuelas y tiene una textura crujiente y escamosa. Tradicionalmente se vendía suelto en un cono de papel enrollado, pero la producción industrial moderna lo ha llevado a venderse en cubos compactos. Con la popularidad de los dulces, se han agregado sabores más nuevos como mango, fresa, piña y chocolate.

## Historia
Se dice que el soan papdi se originó específicamente en el estado occidental de Maharastra; y se extendió por los estados de Guyarat, Punyab y Rayastán. El estado indio de Uttar Pradesh también se ha propuesto como origen potencial del dulce.

## Ingredientes
Sus ingredientes principales son azúcar, harina de garbanzos, harina, manteca, leche y cardamomo.